# Benslimane
Ne doit pas être confondu avec Hosni Benslimane.
Benslimane (en arabe : ابن سليمان) est une ville du Maroc, chef-lieu de la province de Benslimane, située dans la région de Casablanca-Settat. Auparavant, elle faisait partie de la région Chaouia-Ouardigha.

## Étymologie
Benslimane doit son nom au saint Sidi Mohammed Benslimane, dont le sanctuaire se trouve à 1 km au sud-ouest de la ville. Descendant des Idrissides, il est né au XIVe siècle et fut connu comme un grand érudit religieux qui sillonna le pays, tantôt comme prédicateur, tantôt comme étudiant ou enseignant jusqu'à ce qu'il s'installe à Oulad Zyane, où il séjourna longuement et y donna naissance à plusieurs enfants, avant de s'installer à Zyayda (Benslimane aujourd'hui), où il mourut.

## Histoire
La ville de Benslimane se trouve dans le territoire historique des Ziaïdas, tribu arabophone d'origine principalement berbère Sanhaja, faisant partie de la confédération des Chaouia. Elle a constitué un souk historique au niveau du rassemblement tribal des Ziaïdas.

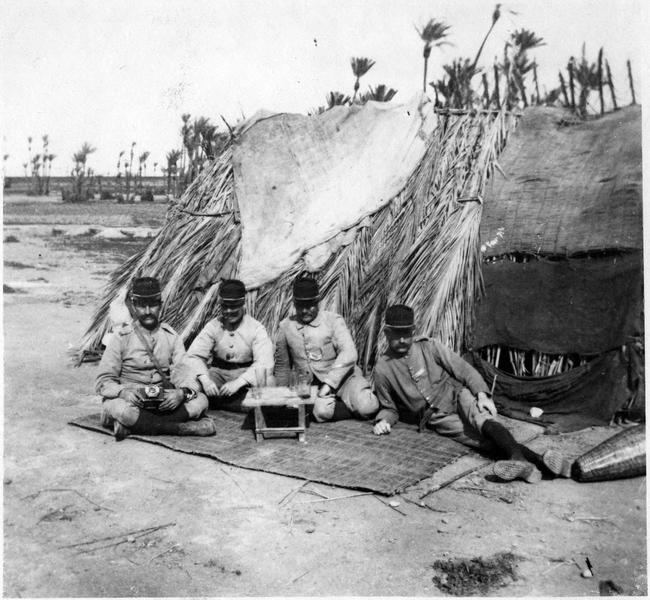
Sous-officiers coloniaux français à Camp Boulhaut en 1916.

Le premier tissu urbain de la ville moderne remonte à 1907, quand l'armée française y fonde un camp militaire baptisé « Camp Boulhaut » pendant la Campagne du Maroc. L'implantation des militaires sera suivie de la réalisation d'un quartier résidentiel destiné aux militaires, constituant le noyau de la ville ; celle-ci se développe alors le long de la voie menant à Bouznika.
Une dynamique urbaine importante est entrainée à partir de 1977, quand la province de Benslimane est créée et que la ville en devient le chef-lieu.

## Géographie
Benslimane est située à 55 km de Casablanca, à 60 km de Rabat et à 100 km de Khouribga.
La ville comporte deux arrondissements urbains coiffés par un pachalik.

### Quartiers de la ville
- Hay Nejma
- Hay Farah
- Hay Essalam (ex. Hay Soufal)
- Hay Lalla Meryem I
- Hay Mohammadi
- Hay el Fath
- Quartier Al Qods
- Quartier "Les chênes"
- Quartier Jradi
- Hay Al Hassani
- Quartier Karima
- Hay Idari
- Hay Lalla Meriem II
- Quartier industriel
- Quartier Les Roches
- Quartier OASIS
- Quartier bournazel
- Quartier Amal
- Abwab benslimane Lotissement Ziady
- Quartier najmat benslimane
- Quartier al madina ljadida

## Lieux à visiter
- Aïn Dakhla (en empruntant la route de Sidi Yahyia des Zaër)
- Aïn Loksob (chutes d'eau)
- Forêt de chênes
- Royal Golf El Menzeh

## Équipes de football de Benslimane
- Hassania de Benslimane
- Massira de benslimane

## Hôtels
- Hôtel Ziaida (4 étoiles)
- Hotel club Val & Spa (5 étoiles)
- bungalow

## Routes menant à Benslimane
- Benslimane-Mohammedia (autoroute)
- Benslimane-Bouznika
- Benslimane-Casablanca (autoroute)
- Benslimane-Rommani
- Benslimane-Commune Oued Cherrat (en empruntant la route de Aïn Tizgha)
- Benslimane- rabat (autoroute)
- Benslimane-Tamesna (en empruntant la route de Sidi Yahyia des Zaër)
- Benslimane-El Gara
- Benslimane-Settat (en empruntant la route d'El Gara)
- Benslimane-Khouribga (en emprutant la route d'El Gara)